# Museo Nacional de Antropología (Uruguay)
El Museo Nacional de Antropología de Uruguay es un museo estatal dedicado a la antropología, se encuentra ubicado sobre la  Avenida de las Instrucciones casi Avenida Millán en la ciudad de Montevideo, capital del Uruguay. 

## Características
Como museo estatal, depende de la Dirección Nacional de Cultura del Ministerio de Educación y Cultura. 

## Creación
Fue creado el 6 de agosto de 1981 mediante el Artículo 61 de la Ley 1.516, cuya ley entre otras cosas aceptaba la colección donada en 1979 por el profesor Francisco Oliveras.

## Colecciones
Su acervo principal está conformado por la colección arqueológica del profesor Francisco Oliveras integrada por más de 120.000 materiales prehistóricos; parte del material arqueológico recuperado en las investigaciones realizadas en la Represa de Salto Grande por la Misión de la Unesco que actuó en Uruguay a partir de 1975;  numerosos materiales recuperados en investigaciones sistemáticas realizadas por los primeros egresados en Arqueología de la entonces Facultad de Humanidades y Ciencias; y un sinnúmero de materiales arqueológicos provenientes de diferentes donaciones.  También cuenta con un acervo Etnográfico perteneciente a diferentes grupos; y materiales de cultura contemporánea. 

## Edificio
El edificio del museo es la histórica Quinta de  Mendilaharsu, residencia de la familia Mendilaharsu-Netto. Fue construida en 1850 en una zona rodeada de construcciones similares, en sus alrededores y sobre la misma avenida, se encuentra la antigua Quinta de Santos, sede del Museo de la Memoria y la quinta sede del Hogar Español.
En 1975 es declarada como Monumento Histórico Nacional y en 1976 es adquirida por el Estado, siendo destinada a albergar a la colección arqueológica del profesor Francisco Oliveras, colección que en 1981 conforma el actual museo. 